# George Roth
George Helm Roth (Los Angeles, 25 aprile 1911 – Studio City, 31 ottobre 1997) è stato un ginnasta statunitense, campione olimpico.

## Biografia
Ha partecipato alle Olimpiadi del 1932 a Los Angeles, durante le quali vinse la medaglia d'oro nella specialità delle clave indiane. Roth era disoccupato quando i Giochi erano cominciati e avrebbe portato del cibo dal Villaggio Olimpico a sua moglie e sua figlia a East Hollywood. Dopo aver vinto la sua medaglia d'oro davanti a 60 000 spettatori, Roth uscì dallo stadio e tornò in autostop a casa sua. George Roth diventò successivamente un geologo e uomo d'affari, attivo particolarmente nella ricerca di idrocarburi nel sottosuolo.